# Rhus microphylla
Rhus microphylla är en sumakväxtart som beskrevs av Georg George Engelmann. Rhus microphylla ingår i släktet sumaker, och familjen sumakväxter. Inga underarter finns listade i Catalogue of Life.